# Cadoudal (film)
Pour les articles homonymes, voir Cadoudal.
 (décembre 2013).
Si vous disposez d'ouvrages ou d'articles de référence ou si vous connaissez des sites web de qualité traitant du thème abordé ici, merci de compléter l'article en donnant les références utiles à sa vérifiabilité et en les liant à la section « Notes et références ».
Pour plus de détails, voir Fiche technique et Distribution.
Cadoudal est un film français muet de court métrage réalisé par Gérard Bourgeois, sorti en 1911.

## Fiche technique
- Réalisateur : Gérard Bourgeois
- Format : Muet  - Noir et blanc - 1,33:1
- Société de production et de distribution : Pathé Frères
- Genre : Film dramatique, historique, biographique
- Durée : inconnue
- Année de sortie : 1911.

## Distribution
- René Alexandre : Georges Cadoudal
- Andrée Pascal
- Rolla Norman
- Jean Dax
- Jean Worms
- Jean Kemm
- Cécile Guyon